# アイテム・ナンバー

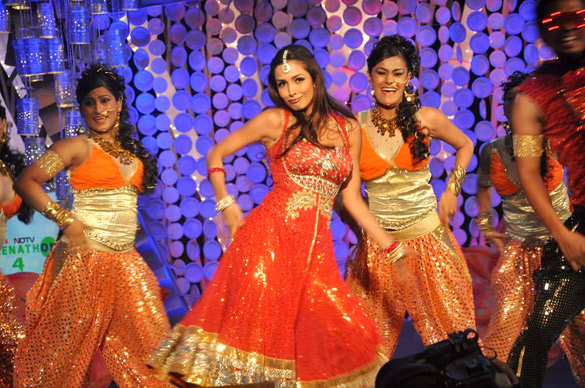
ダンス・パフォーマンス中のマライカ・アローラ

アイテム・ナンバー/アイテム・ソング（Item number / Item song）は、インド映画において物語の間に挿入されるミュージック・シークエンスであり、物語の進行に関連するパターンと関連しないパターンが存在する。このシークエンスはヒンディー語映画、カンナダ語映画、タミル語映画、テルグ語映画、マラヤーラム語映画、ベンガル語映画で登場し、キャッチーで陽気な歌、そして性的で刺激的なダンスを特徴としている。

## 概要

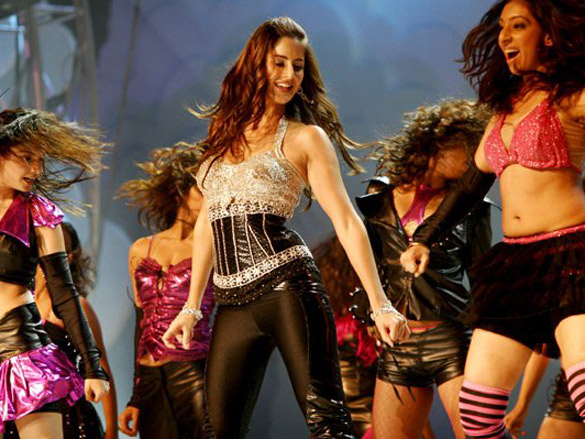
グジャラート・アイコニック・アワード授賞式でダンスを披露するカトリーナ・カイフ

アイテム・ナンバーは映画ファンへのサービスと、映画のプロモーションのために予告編で使用することが主な目的となっている。このシークエンスは映画製作者から好まれ、大抵の場合はヒットの可能性がある曲がストックの中から選ばれ、物語の連続性からは外れた存在として扱われる。従って、アイテム・ナンバーが繰り返し再生されることが映画の商業的成功を実現する手段として認識されている。
シークエンスに登場する女優、歌手、ダンサー（特にスター俳優になる可能性のある人）は「アイテム・ガール (Item girl)」（男性の場合は「アイテム・ボーイ (Item boys)」）と呼ばれており、第2世代の南アジアの女性は男性と比べてアイテム・ナンバーとして取り上げられることが多い。通常、アイテム・ナンバーには主演男優の他に1人以上のアイテム・ガールが登場するが、時折すでに映画界での地位が確立している人気俳優、人気女優がアイテム・ナンバーを務めることがあり、この場合は「特別出演」という扱いになる。
ヒンディー語映画で「アイテム」という単語が女性の性的対象化のために使用されるスラングであることから、ここからアイテム・ナンバーの由来を推察する意見があるが、「アイテム・ナンバー」の正確な由来は不明である。古典的な意味では、アイテム・ナンバーは際どいイメージと暗示的な歌詞が含まれた高度に性的な曲を指す単語として用いられた。アイテム・ナンバーは主に「バーやナイトクラブのダンサー」という形で登場することが多く、その曲の長さに応じてアイテム・ガールをフィーチャリングする。

## 歴史

### 1930年代 - 1970年代
1970年代までは、ボリウッドではより性的なミュージック・エンターテインメントを演出するため「魔性の女」（キャバレーダンサー、娼婦、ギャングの情婦）が数多く登場した。主演女優が歌い踊ることもあるが、より露出度の高い衣装を着て飲酒・喫煙し、性的な暗示のある歌詞を歌う役割は「魔性の女」役の女優が担った。「魔性の女」は悪ではなく淫らな存在として描かれ、ダンスシークエンスは男性映画製作者によって性的に表現された。この傾向は『アーン』『放浪者』『Shabistan』で「魔性の女」を演じたククー・モレイから始まったとされている。
アイテム・ナンバーは1930年代にボリウッドで登場し、この年代は女優のアズーリーがアイテム・ナンバーで人気を集めた。1940年代に入るとククー・モレイが人気を集め、彼女は1949年だけで17本の映画でアイテム・ナンバーを務めた。女優・古典ダンサーのヴィジャヤンティマーラーは、1951年のデビュー作『Bahar』で古典ダンスを披露した。古典ダンスと現代ダンスをミックスしたアイテム・ナンバーは、ヴィジャヤンティマーラーが出演した『デーヴダース』『都の花嫁アムラパーリー』『Madhumati』『Sadhna』『Sunghursh』などによって広まった。
1950年代に入ると、ククー・モレイのコーラス・ガールとしてアングロ・ビルマ人のヘレンが登場した。やがてヘレンは1950年代後半から1970年代にかけて最も人気のある「魔性の女」の地位を獲得し、『Howrah Bridge』の「Mera Naam Chin Chin Chu」、『Caravan』の「Piya Tu Ab To Aja」、『炎』の「Mehbooba Mehbooba」、『Don』の「Yeh Mera Dil」など数多くの映画でアイテム・ナンバーを務めた。これらの曲は「Don't Phunk with My Heart」、『Teesri Manzil』の「O Haseena Zulfon Wali」「Aa Jaane Jaan」でも使用されている。『Gunga Jumna』『Zindagi』では「Tora man bada paapi」「Ghungarwa mora chham chham baaje」のように半古典的なダンスが採用され、『Inkaar』の「Mungda」ではデシ・バーのダンサーとして登場し、人気を集めた。ヘレンはダンスのスキルに加え、英国人風のルックスが「魔性の女」のイメージを際立たせ人気を集める要因となった。彼女の圧倒的な人気はベーラ・ボース、ラクシュミー・チャイヤー、アルナ・イラニなどの競合するアイテム・ガールをB級映画に追いやることになった。
1970年代に入るとジャイシュリー・T、アルナ・イラニ、パドマ・カンナーが台頭してヘレンの独占状態が終わりを迎えた。この年代の特徴として、クリシュナ・シャーの『泥棒も命がけ/1214カラット』に代表される「民族的、バンジャラ族的」なアイテム・ナンバーが登場したことが挙げられる。このようなナンバーは、主演俳優と主演女優のカップルが物語上で愛が芽生える状態を視覚化する効果を生んだ。

### 1980年代 - 1990年代
1980年代に入ると「魔性の女」とヒロインの役割が統合され、主演女優はより大胆なナンバーを演じるようになった。また、「部族的、バンジャラ族的」なダンスもスリックなダンスの台頭により衰退した。1990年代後半に映画の楽曲を題材にしたテレビ番組が急増したことで、映画製作者たちは楽曲を視覚化することが劇場への集客力向上に繋がることに気付いた。これにより、作品のテーマや物語とは関連のない豪華なセット、衣装、特殊効果、エキストラとダンサーを動員した精巧な歌とダンスのシークエンスが映画の中に常に挿入されるようになった。これが、映画の「リピートバリュー」に大きく貢献したと言われている。
このトレンドのパイオニア的な存在として、マドゥリ・ディークシットが挙げられている。彼女は『Tezaab』でブレイクし、公開後に後付けされた「Ek Do Teen」ではアイテム・ナンバーを務め、これによりさらに人気を集めた。彼女と振付師サロージ・カーンのコンビは「Choli ke peeche kya hai」「Dhak Dhak」など数々の名曲を生み出した。『Khal Nayak』の公開後、人々が繰り返し映画を鑑賞したという報道があったが、その実情はマドゥリ・ディークシットをフィーチャリングしたアイテム・ナンバー「Choli Ke Peeche Kya Hai」が目的だったとされている。
1990年代初旬から中旬にかけて数多くのアイテム・ナンバーが作られたが、「アイテム・ナンバー」という用語が登場したのは1999年に『Shool』でシルパー・シェッティがダンサーを務めた「Main Aai Hoon UP Bihar Lootne」からと言われている。メディアが同曲を報じる際にシルパー・シェッティを「アイテム・ガール」、このシークエンスを「アイテム・ナンバー」と呼称したことで、この用語が普及したとされている。

### 2000年代

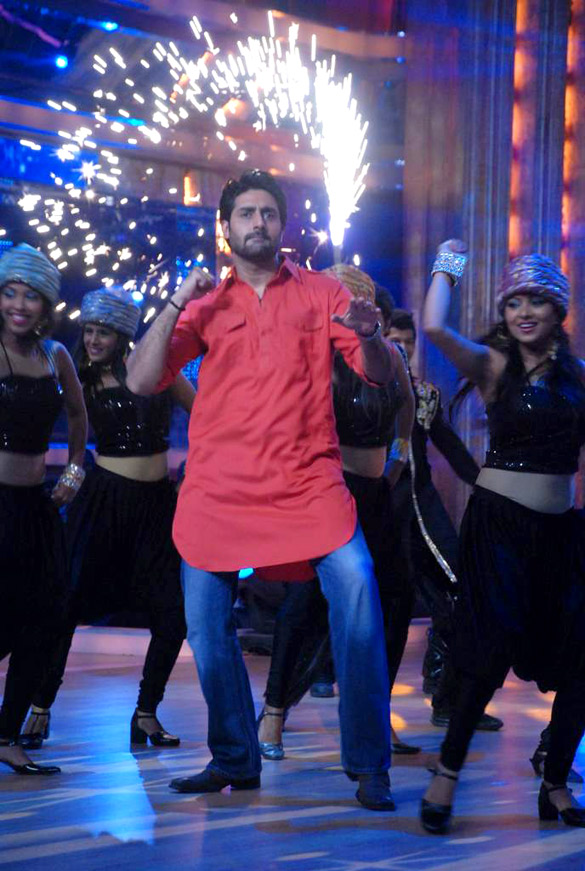
アビシェーク・バッチャン

2000年代に入り、ボリウッドのトップスターの多くがアイテム・ナンバーを務め、また新人女優の多くがアイテム・ナンバーを務めることが将来的なスター俳優へのステップと認識するようになった。これは、アイテム・ナンバーを務めることが将来の成功を保証するものではなかった従来の認識から転換するものだった。この年代では映画以外のポップソングでアイテム・ナンバーを務めたラーキー・サワントやメグナー・ナイドゥなどが人気を集め、主演女優として映画でも活動するようになった。アイテム・ガールの存在価値も上がり、2007年に『Aap Kaa Surroor』の「Mehbooba Mehbooba」でアイテム・ナンバーを務めたマリカ・シェラワットは、同曲の10分間の出演で1,500万ルピーの出演料を受け取ったと報じられている。この年代に人気を集めたアイテム・ガールには、マリカ・シェラワットの他にウルミラ・マトンドカールが挙げられている。ビパシャ・バスーは『No Entry』でアイテム・ナンバーを務め、人気を集めた。
アビシェーク・バッチャンは『Rakht』でアイテム・ナンバーを務め、映画史上初の「アイテム・ボーイ」とされている。シャー・ルク・カーンは『Kaal』のオープニングで短時間ながらアイテム・ナンバーを務め、『恋する輪廻 オーム・シャンティ・オーム』の「Dard-e-Disco」で本格的なアイテム・ナンバーを務めている。『Krazzy 4』のエンディングではリティク・ローシャンがアイテム・ナンバーを務め、『チラー・パーティー』ではランビール・カプールがアイテム・ナンバーを務めた。
2007年公開のテルグ語映画『Desamuduru』でアッル・アルジュンとランバーがアイテム・ナンバーを務めた「Attaantode Ittaantode」がヒットを記録した。同年公開のボリウッド映画『恋する輪廻 オーム・シャンティ・オーム』の「Deewangi Deewangi」では30人以上のボリウッド俳優がゲスト出演している。2008年公開の『神が結び合わせた2人』の「Phir Milenge Chalte Chalte」ではカジョール、ビパシャ・バスー、ララ・ダッタ、プリーティ・ジンタ、ラーニー・ムカルジーがアイテム・ナンバーを務めた。

### 2010年代
2010年にカトリーナ・カイフが『Tees Maar Khan』の「Sheila Ki Jawani」、マライカ・アローラが『ダバング 大胆不敵』の「Munni Badnaam Hui」でアイテム・ナンバーを務めた。両作のヒットに伴い「Munni vs Sheila」と呼ばれる論争が起き、これにより多くの映画でアイテム・ナンバーが取り入れられるようになった。
2012年にシュレヤ・ゴシャルが歌った『火の道』の「Chikni Chameli」でカトリーナ・カイフが再びアイテム・ナンバーを務め、同曲はヒットを記録した。2013年にはディーピカー・パードゥコーンが『Race 2』の「Party On My Mind」「Lovely」、プリヤンカー・チョープラーが『ワダラの抗争』の「Babli Badmaash」、『銃弾の饗宴 ラームとリーラ』の「Ram Chahe Leela」でアイテム・ナンバーを務めてヒットを記録した。2013年にサニー・レオーネが『ワダラの抗争』の「Laila」でアイテム・ガールとしてデビューし、続けて『Ragini MMS 2』の「Baby Doll」でもアイテム・ナンバーを務めた。2014年にはヴァルン・ダワンが『ヒーローはつらいよ』の「Palat – Tera Hero Idhar Hai」でアイテム・ナンバーを務めた。2017年にサニー・レオーネが『ライース』の「Laila Main Laila」でアイテム・ナンバーを務めた。同曲は1980年に公開された『Qurbani』の「Laila O Laila」をリメイクしたものだった。
2017年にイギリス系インド人女優のアマンダ・ロザリオが、『Udanchhoo』の「Sarkar」でアイテム・ナンバーを務め人気を集めた。2018年にはモロッコ系カナダ人女優のノラ・ファテヒが「Dilbar」に出演した。同曲は1999年にスシュミタ・センがアイテム・ガールを務めたボリウッド音楽史上最も人気のあるアイテム・ソング「Dilbar」のリメイクであり、リメイク版では中東音楽の要素が加えられている。ノラ・ファテヒは同曲でベリーダンスを披露しており、かつてのインド映画ではヘレンやジーナット・アマン、マリカ・シェラワット、ラーニー・ムカルジーが披露していたダンスだった。「Dilbar」は南アジアとアラブ世界で人気を集め、全言語版のYouTubeでの合計再生回数が10億回を超えており、T-SeriesのYouTube公式チャンネルで最も再生された楽曲となっている。

## アイテム・ナンバーへの批判
アイテム・ナンバーについては女性の性的対象化、あるいは宗教的倫理観という観点から批判されることがある。1993年公開の『Khal Nayak』ではアイテム・ナンバーの「Choli Ke Peechhe」が「過度に性的な歌詞」として批判され、歌詞を「民俗的な伝統に基づいたもの」と主張する人々との間で論争となった。全国規模で抗議運動が発生し、インド議会では同曲の規制の是非がアルヴィンド・トリヴェディ（ローク・サバー議員）とシャクティ・サマンタ（中央映画認証委員会委員長）との間で議論された。しかし、この問題が取り上げられたことでアイテム・ガールのマドゥリ・ディークシットを応援する人々が現れ、主演のサンジャイ・ダット（1993年ボンベイ連続爆弾テロ事件に関連して逮捕されていた）の支持者と合わせて1万人以上の観客が『Khal Nayak』の初日上映に集まった。
2013年にはインド政府と中央映画認証委員会がアイテム・ナンバーを「アダルト・コンテンツ」に該当するものと判断し、アイテム・ナンバーが挿入されている映画のテレビ放送が禁止された（アイテム・ナンバーが挿入される映画は、テレビ放送が許可される「U」「U/A」認証ではなく「A」認証となるため、事実上禁止となる）。